# 柳采爾納
47°55′28″N 35°14′57″E / 47.92444°N 35.24917°E
柳采爾納（烏克蘭語：Люцерна）是位於烏克蘭東南部的村莊，由扎波羅熱州扎波羅熱区的米哈伊利夫卡市鎮負責管轄。該村始建於1918年，面積1.3平方公里，2001年人口1,170，人口密度每平方公里898.6人。